# Isoetes abyssinica
Isoetes abyssinica är en kärlväxtart som beskrevs av Chiovenda. Isoetes abyssinica ingår i släktet braxengräs, och familjen Isoetaceae. Inga underarter finns listade i Catalogue of Life.